# Augacephalus breyeri
Augacephalus breyeri là một loài nhện trong họ Theraphosidae.
Loài này thuộc chi Augacephalus. Augacephalus breyeri được J. Hewitt miêu tả năm 1919.